# Mars 6
La missione spaziale sovietica Mars 6, consisteva nel lancio, assieme alla sua gemella Mars 7, di una sonda destinata a sorvolare il pianeta Marte ed a sganciare un lander il quale doveva eseguire dei test sull'atmosfera e sulla superficie marziana. Dopo i primi momenti di perfetto funzionamento, il lander perse i contatti con la terra, probabilmente a causa di un guasto ai retrorazzi oppure ad un atterraggio troppo violento.

## Missione
Mars 6 fu lanciato con successo il 5 agosto 1973 alle 13:45:48 UTC dal cosmodromo di Baikonur, Tyuratam, URSS. Successivamente fu posto sulla rotta per Marte e, dopo una correzione di rotta avvenuta il 13 agosto 1973, raggiunse il pianeta rosso il 12 marzo 1974 alle 09:11:05 UTC. 48.000 chilometri prima dell'arrivo avvenne la separazione del lander dal resto della sonda, la quale continuò a navigare sulla sua orbita eliocentrica sfiorando il pianeta ad una quota di 1.600 km. Il lander penetrò nell'atmosfera marziana alle ore 09:05:53 UTC con una velocità di 5,6 km/s e il paracadute venne aperto alle 09:08:32 UTC, dopo che i freni aerei rallentarono il modulo fino alla velocità di 600 m/s. Durante la discesa vennero collezionati dei dati scientifici che furono prontamente ritrasmessi a Terra ma, alle ore 09:11:05 UTC, dopo 224 secondi di funzionamento, furono persi i contatti con Mars 6 quando ormai era prossimo alla superficie del pianeta. Sin dall'inizio si pensò ad un qualche incidente avvenuto al momento dell'accensione dei retrorazzi frenanti oppure ad un atterraggio troppo violento. Comunque Mars 6 toccò il suolo marziano alle coordinate 23°54′00″S 19°25′12″W, nella regione di Margaritifer Sinus. I dati trasmessi dal Mars 6 erano i primi direttamente rilevati nell'atmosfera del pianeta rosso ma, ironia della sorte, la maggior parte dei 224 secondi di dati ritrasmessi a Terra non erano utilizzabili a causa di un guasto ad un componente elettrico del computer di bordo.

## La sonda
Il modulo di discesa di 635 kg era equipaggiato con un telefotometro panoramico destinato a fotografare il sito di atterraggio, sensori atmosferici per temperatura, densità, pressione e vento, un accelerometro destinato a misurare la densità dell'aria durante la discesa, uno spettrometro di massa per stimare la composizione atmosferica, un radio altimetro ed un dispositivo destinato ad indagare la composizione e le proprietà meccaniche del suolo. Il vettore di fly-by era dotato di un telefotometro atto a fotografare il pianeta, un sensore di Lyman alpha destinato alla ricerca dell'idrogeno nell'alta atmosfera, un magnetometro, un rilevatore di ioni, un sensore elettrostatico di plasma a largo raggio per studiare il vento solare e la sua interazione con Marte, un rilevatore di raggi cosmici solare, un rilevatore di micrometeoriti e un radiometro solare di costruzione francese per misurare le emissioni radio a onde lunghe emesse dal Sole. A bordo fu inoltre installato un dispositivo di radio occultazione per indagare la ionosfera marziana.

## Dati scientifici
I pochi dati inviati a Terra dal Mars 6 permisero di definire la struttura della troposfera dalla base della stratosfera a 25 km di altitudine con una temperatura di -123.15 °C fino alla superficie, con una temperatura rilevata di -43.15 °C e una pressione di 6 millibar. Le rilevazioni effettuate indicarono inoltre che la quantità di vapore acqueo presente nell'aria era ben sei volte superiore rispetto alle misurazioni condotte precedentemente. I dati dello spettrometro di massa non furono mai inviati a Terra, in quanto venivano salvati durante la discesa per essere trasmessi solo ad atterraggio avvenuto con successo. Tuttavia la corrente assorbita dalla pompa a vuoto veniva rilevata e trasmessa come parametro di discesa ed un suo discreto aumento fu interpretato come il tentativo della stessa di eliminare, senza successo, un gas inerte. Tale comportamento fu interpretato a Terra come la prova della presenza di abbondante argon nell'atmosfera marziana.
Gli esperimenti condotti dal vettore di fly-by furono perfettamente concordi con le rilevazioni eseguite da Mars 4 e Mars 5.